# Jakow Wladimirowitsch Resanzew

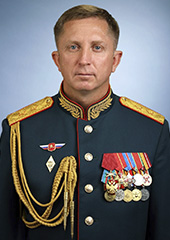
Jakow Wladimirowitsch Resanzew (2021)

Jakow Wladimirowitsch Resanzew (russisch Яков Владимирович Резанцев; * 17. Juni 1973 im Dorf Jelbanka, Rajon Ust-Pristanski, Region Altai, Russische SFSR, Sowjetunion) ist ein Generalleutnant der Russischen Streitkräfte und Kommandant der 49. Armee, die zum Südlichen Militärbezirk gehört. Nach ukrainischen Angaben soll er während des russischen Überfalls auf die Ukraine 2022 auf dem Luftwaffenstützpunkt Tschornobajiwka nahe der Stadt Cherson getötet worden sein. Russische Quellen haben das nicht bestätigt.

## Werdegang
Resanzew absolvierte 1990 die Fernöstliche Höhere Kombinierte Waffenkommandoschule, 2002 die Allgemeine Militärakademie der Russischen Streitkräfte und 2008 die Militärakademie des Generalstabes der Streitkräfte der Russischen Föderation.
Zwischen 2010 und 2011 befehligte Resantsew die 57. Krasnograd Motorgewehrbrigade. Von 2011 bis 2013 war er Kommandant der 7. Russischen Militärbasis in Abchasien. 2013 wurde er zum Generalmajor befördert und zum Stabschef der russischen 20. Gardearmee des Westlichen Militärbezirks ernannt.
Von 2018 bis August 2020 war Resanzew Befehlshaber der kombinierten 41. Armee. Im Anschluss übernahm er die Führung der kombinierten 49. Armee des südlichen Militärbezirks. 2021 erfolgte die Beförderung zum Generalleutnant.
Resanzew nahm an Kampfeinsätzen Russlands in Syrien teil.